# Злотин, Луис Александер
Луис Александер Зло́тин (англ. Louis Alexander Slotin; 1 декабря 1910, Виннипег — 30 мая 1946, Лос-Аламос) — канадский физик и химик, принимавший участие в Манхэттенском проекте и погибший после одного из экспериментов.

## Биография

### Ранние годы и молодость
Родился в семье Израэля и Сони Злотиных, эмигрировавших в Канаду из России из-за угрозы еврейских погромов. Был старшим из трёх детей. Вырос в северном пригороде Виннипега. В возрасте 16 лет поступил в Университет Манитобы. Во время обучения получил золотую медаль университета по физике и химии. В 1932 году получил степень бакалавра в области геологии и в 1933 году — степень магистра. Получил стипендию на обучение в Королевском колледже Лондона под руководством возглавлявшего кафедру химии Артура Джона Аллманда, который специализировался в области прикладной электрохимии и фотохимии.
Во время обучения в Королевском колледже Злотин проявил себя как боксёр-любитель, выиграв любительский чемпионат колледжа в лёгком весе.

### Карьера
В 1937 году Луис смог получить должность научного сотрудника в Чикагском университете. Там он приобрёл первый опыт работы в области ядерной химии, участвуя в строительстве циклотрона. В 1939—1940 годах Злотин вместе с Эрлом Эвансом получил с помощью того циклотрона углерод-11 и углерод-14. Позже учёному предложили присоединиться к разработке ядерного оружия в рамках Манхэттенского проекта, и в декабре 1944 года Луис переехал в Нью-Мексико, чтобы устроиться в Лос-Аламосскую национальную лабораторию.

### Несчастный случай в лаборатории

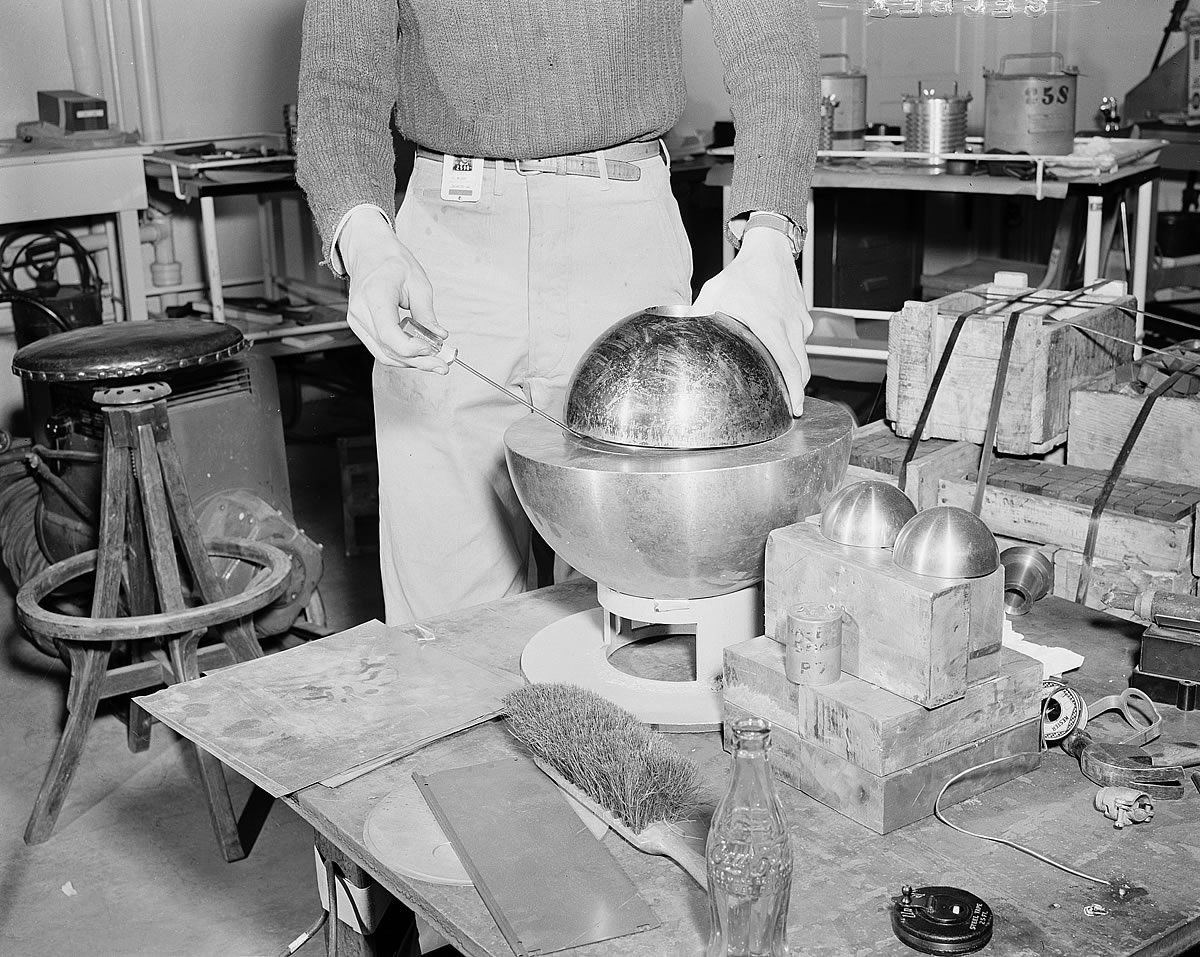
Воссоздание эксперимента

21 мая 1946 года Злотин в присутствии семи других сотрудников демонстрировал с целью обучения одному из них (который должен был заменить Злотина во время командировки последнего на испытательный полигон Бикини) эксперимент по инициированию цепной ядерной реакции. Он заключался в том, что сближение бериллиевых полусфер (отражателей нейтронов), между которыми находился плутониевый шар массой 6,19 кг, изменяло показания радиометров. Полусферам не давал полностью соединиться только наконечник отвёртки, удерживаемой Луисом в правой руке. Верхняя полусфера с внешним диаметром 9 дюймов опиралась одним краем на нижнюю, 13-дюймовую.
Когда отвёртка внезапно соскользнула, полусферы отражателя сомкнулись, а плутоний мгновенно перешёл в надкритическое состояние. Пятеро из семи присутствовавших заметили вспышку синего черенковского излучения в воздухе возле полусфер, несмотря на яркое солнечное освещение; это означает, что мощность дозы на поверхности полусфер в этот момент превосходила ~6×107 рентген в секунду. Злотин почувствовал ожог левой руки и быстро скинул верхнюю полусферу на пол. Он остановил реакцию, но успел получить летальную дозу облучения в 2100 бэр. Поглощённая доза на всё тело составила 386 рад от быстрых нейтронов с энергией ~0,5 МэВ и 114 рад от гамма-квантов (по оценкам 1948 года). Уточнённые оценки 1978 года предполагают поглощённую дозу в 1000 рад (10 Гр) от быстрых нейтронов (что соответствует ~190 Зв эквивалентной дозы) и 114 рад (1,14 Зв эквивалентной дозы) от гамма-квантов.
Коллеги доставили Луиса в больницу, однако тот понимал, что был обречён. «Думаю, что мне конец» («I think I’m done for»), — сказал он. Спустя 9 дней Злотин умер от острой лучевой болезни в кишечной форме.
Остальные семь человек, присутствовавших в помещении во время эксперимента, получили дозы в 360, 250, 160, 110, 65, 47 и 37 бэр. Двое из них скончались через 18 и 20 лет после происшествия, от лейкоза (в возрасте 42 года) и инфаркта миокарда (в возрасте 54 года) соответственно; один умер через 29 лет в возрасте 83 лет (бактериальный эндокардит); один погиб во время Корейской войны через 6 лет. Трое были живы в 1977—1978 году, через 31—32 года после инцидента.
Поскольку плутониевое ядро, с которым произошёл инцидент, девять месяцев тому назад погубило ещё одного участника Манхэттенского проекта, физика Гарри Дагляна, его прозвали «заряд-демон» или «дьявольское ядро» (англ. Demon Core).